# Kaja Godek
Kaja Urszula Godek (ur. 2 maja 1982 w Warszawie) – polska aktywistka antyaborcyjna, z wykształcenia anglistka.

## Życiorys

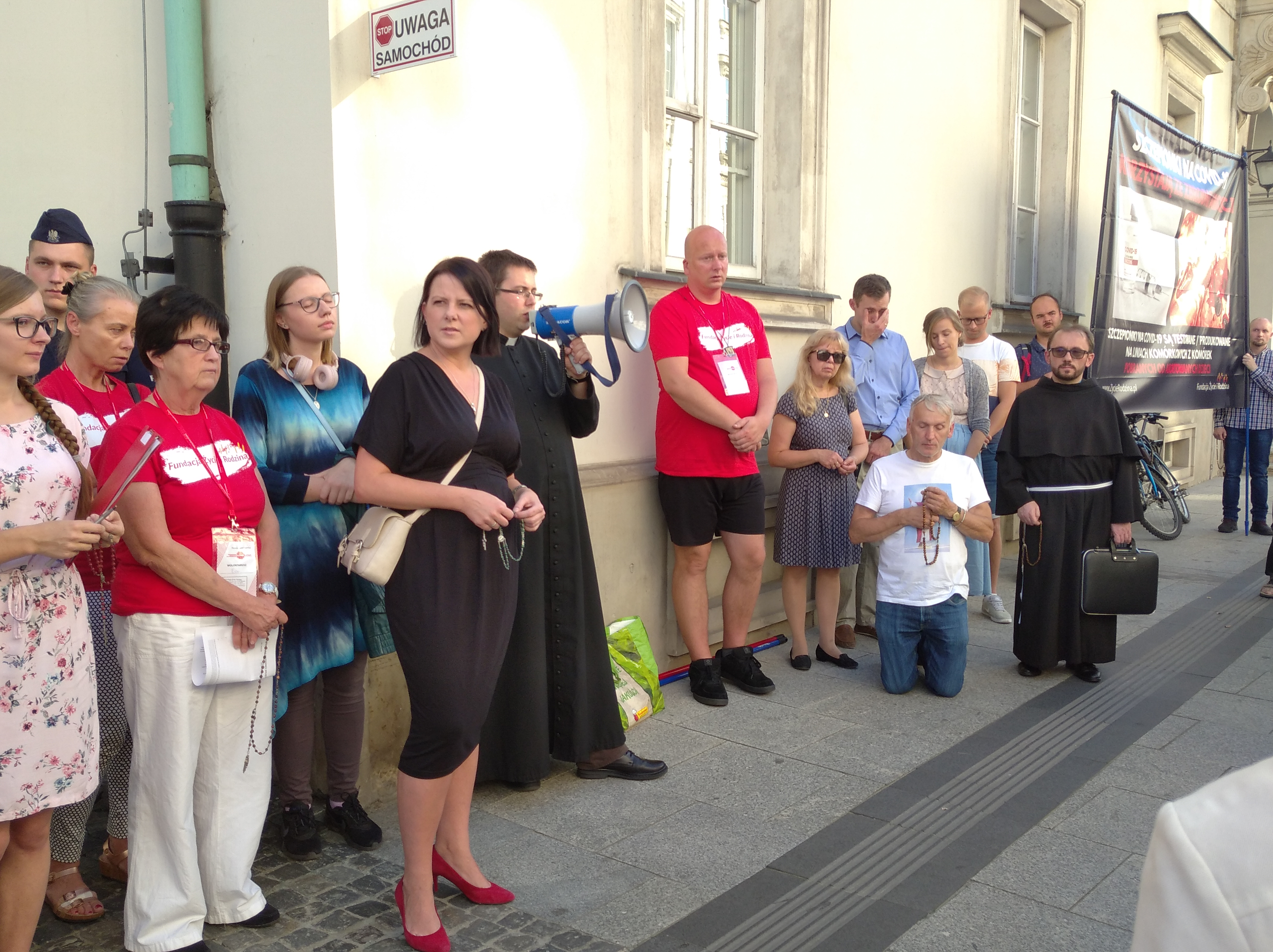
Kaja Godek w trakcie publicznego różańca przed Ministerstwem Zdrowia w intencji "zaprzestania stosowania szczepionek skażonych aborcją", 11 września 2021.

Pochodzi z Warszawy, ukończyła anglistykę na Uniwersytecie Warszawskim i pracowała jako asystentka prezesa w prywatnej firmie.
Rozpoznawalna stała się w 2012, po występie w programie Tomasza Lisa w TVP2, w którym brała udział w dyskusji na temat aborcji jako przedstawicielka poglądów Fundacji Pro Mariusza Dzierżawskiego, do której wstąpiła w 2008.
W latach 2015–2019 była członkiem rady nadzorczej Warszawskich Zakładów Mechanicznych, będących spółką państwową (wówczas, po 2014 roku, 85% akcji należało do Agencji Rozwoju Przemysłu). Podniesiony w mediach zarzut braku jej kompetencji do sprawowania swojej funkcji spotkał się ze zwolnieniem Godek ze stanowiska decyzją walnego zgromadzenia akcjonariuszy. 
Od stycznia 2016 jest członkiem zarządu Fundacji Życie i Rodzina (KRS 0000598904). Drugim członkiem dwuosobowego zarządu Fundacji jest Krzysztof Kasprzak.

### Działalność polityczna
W 2019 otwierała listę Konfederacji KORWiN Braun Liroy Narodowcy w wyborach do Parlamentu Europejskiego w okręgu wyborczym nr 5, reprezentując Fundację Życie i Rodzina, której jest wolontariuszem i członkiem zarządu. 9 sierpnia 2019 wraz ze swoją fundacją zrezygnowała z działalności w zarejestrowanej niedługo wcześniej federacyjnej partii Konfederacja Wolność i Niepodległość, zdaniem Godek marginalizującej jej środowisko.

### Działalność antyaborcyjna
Była pełnomocniczką Komitetu Inicjatywy Ustawodawczej „Stop Aborcji” w 2013 i 2015 oraz inicjatorka projektu „Zatrzymaj Aborcję”, pod którym zebrano 830 tysięcy podpisów. W trakcie jej pierwszego wystąpienia w Sejmie RP 27 września 2013 salę plenarną opuściło kilkudziesięciu posłów Ruchu Palikota – w geście protestu przeciw nazywaniu aborcji zabijaniem dzieci.

### Działalność przeciwko osobomLGBT
W maju 2018 na antenie Polsat News określiła homoseksualność jako „zboczenie”, za co w październiku tego samego roku 16 aktywistów ruchów LGBT pozwało ją o zniesławienie. W 2021 roku Sąd Okręgowy w Warszawie w całości oddalił powództwo.
W sierpniu 2021 roku złożyła w Sejmie projekt ustawy dotyczącej „zakazu promocji LGBT”. 22 października 2022 Sąd Rejonowy dla Warszawy Śródmieścia uznał za uzasadnione podejrzenie, że czytanie projektu, które miało miejsce w Sejmie w sierpniu 2021 roku, wyczerpuje znamiona przestępstwa w zakresie faszyzmu oraz totalitaryzmu i nakazał prokuraturze prowadzić postępowanie przygotowawcze w sprawie Kai Godek i aktywisty Krzysztofa Kasprzaka.

### Kontrowersje
Na początku sierpnia 2019 serwis internetowy YouTube zablokował kanał Fundacji Życie i Rodzina. Według serwisu powodem blokady było zamieszczanie na kanale fundacji treści, które „gloryfikują lub podżegają do przemocy wobec innej osoby lub grupy osób lub treści zachęcające do nienawiści”. Zdaniem Godek na kanale prezentowane były treści przedstawiające „prawdę o aborcji i środowiskach homoseksualnych, a sam fakt blokady jest przejawem cenzury”.

## Sprawy sądowe
25 lutego 2025 Sąd Okręgowy w Warszawie uznał, że Kaja Godek naruszyła dobra osobiste 16 osób i zobowiązał pozwaną do przeproszenia ich. Wyrok dotyczy wypowiedzi z 2017 i nazwania osób homoseksualnych "zboczeńcami" podczas audycji w Polsat News. Wyrok nie jest prawomocny. Kaja Godek zapowiedziała apelację.
W 2021 Bartosz Staszewski skierował przeciwko Godek prywatny akt oskarżenia. Twierdził, że Godek go zniesławiła. W 2024 sprawa została prawomocnie umorzona.

## Życie prywatne
Zamężna z Janem Godkiem, matka czworga dzieci, dwóch synów (jeden z zespołem Downa) i dwóch córek.

## Nagrody
Odznaczona Medalem św. brata Alberta, Nagrodą Sursum Corda 2018 Tygodnika Katolickiego „Niedziela”.
Jej wypowiedź: Nie ma czegoś takiego jak orientacja [seksualna] została wybrana „Biologiczną Bzdurą Roku 2020” bloga biologicznego To tylko teoria.

## Wyniki wyborcze
| Wybory | Komitet wyborczy | Komitet wyborczy                              | Organ                            | Okręg | Wynik          |
| ------ | ---------------- | --------------------------------------------- | -------------------------------- | ----- | -------------- |
| 2019   |                  | KWW Konfederacja KORWiN Braun Liroy Narodowcy | Parlament Europejski IX kadencji | nr 5  | 16 823 (1,98%) |